# Paralephana
Paralephana är ett släkte av fjärilar. Paralephana ingår i familjen nattflyn.

## Dottertaxa tillParalephana, i alfabetisk ordning[1]
- Paralephana albirenata
- Paralephana angulata
- Paralephana argyresthia
- Paralephana barnsi
- Paralephana bisignata
- Paralephana brunnescens
- Paralephana camptocera
- Paralephana catalai
- Paralephana congoana
- Paralephana consocia
- Paralephana costisignata
- Paralephana curvilinea
- Paralephana decaryi
- Paralephana descarpentriesi
- Paralephana exangulata
- Paralephana ferox
- Paralephana finipunctula
- Paralephana flavilinea
- Paralephana incurvata
- Paralephana jugalis
- Paralephana lakasy
- Paralephana leucopis
- Paralephana linos
- Paralephana lobata
- Paralephana mesoscia
- Paralephana metaphaea
- Paralephana monogona
- Paralephana nigriciliata
- Paralephana nigripalpis
- Paralephana obliqua
- Paralephana patagiata
- Paralephana poliotis
- Paralephana purpurascens
- Paralephana pyxinodes
- Paralephana rectilinea
- Paralephana salmonea
- Paralephana sarcochroa
- Paralephana subpurpurascens
- Paralephana syntripta
- Paralephana talacai
- Paralephana umbrata
- Paralephana uniplagiata
- Paralephana westi